# سیارک ۴۰۷۸
سیارک ۴۰۷۸ (به انگلیسی: 4078 Polakis، نامگذاری:1983AC) چهار هزار و هفتاد و هشتمین سیارک کشف شده‌است که در ۹ ژانویه ۱۹۸۳ کشف شد.
قدر مطلق سیارک برابر ۱۱٫۳۰ است.